# デンドロビウム・キンギアナム

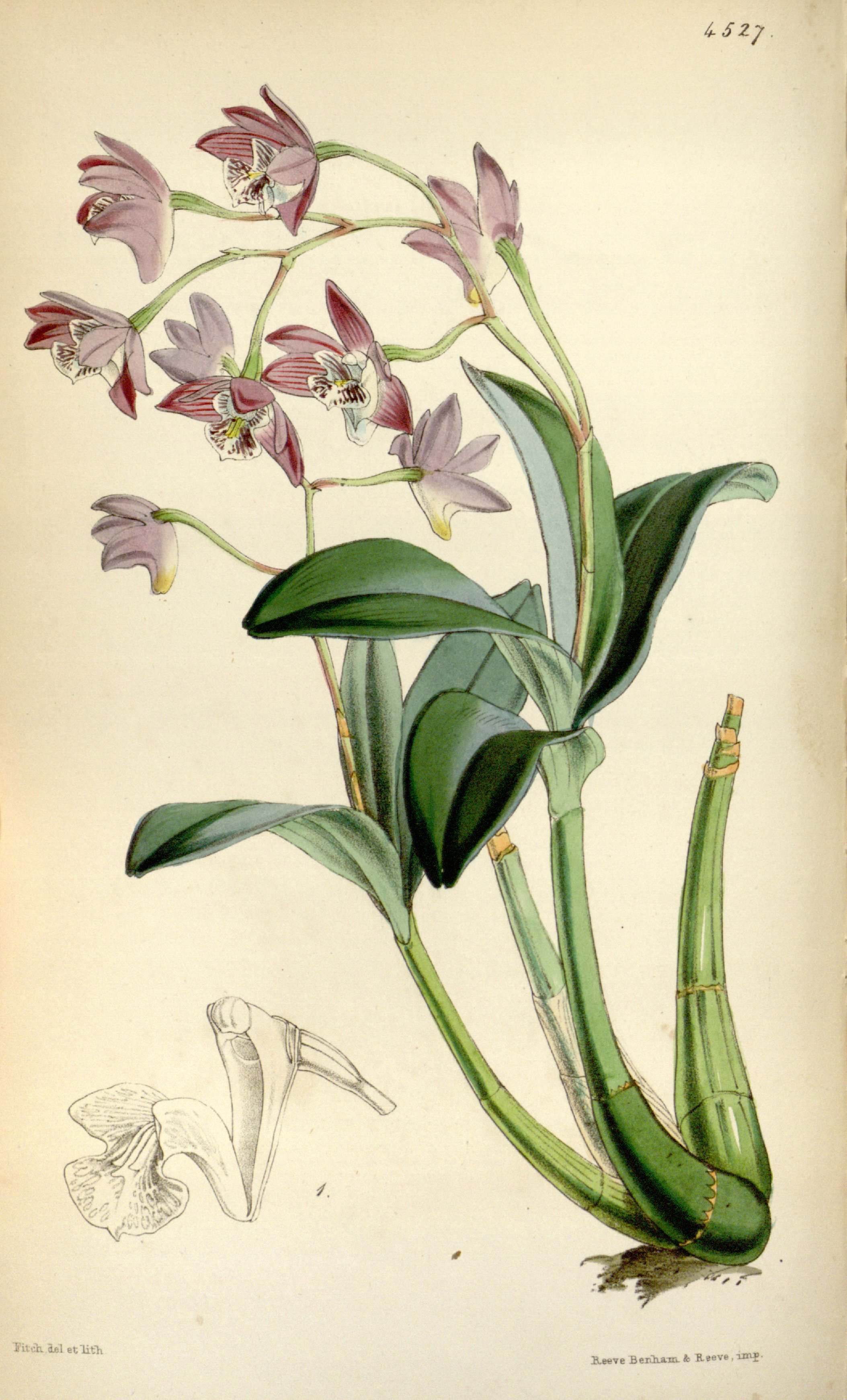
図版

デンドロビウム・キンギアナム Dendrobium kingianum は、セッコク属のラン科植物。洋ランの一つとして栽培される。低温への耐性が高く、栽培の簡単な種としても知られる。

## 概要
デンドロビウム・キンギアナムは、単にキンギアナムとも呼ばれ、日本では広く普及しているランである。ジャンルとしては洋ランではあるが、それ以上に普通に扱われている面もある。耐暑性、耐寒性共に優れており、本州南部以南では年間を通じて屋外で育てられる。花は小さいが美しく、また香りがよい。
本種自体も栽培の簡単な洋ランとして広く栽培される。が、交配親としても用いられる。この種に関わる品種をまとめてキンギアナム系という。また、本種と近縁なデンドロビウム・スペシオサムとの雑種はデンドロビウム・スペシオキンギアナムの名で呼ばれる。

## 特徴
常緑の多年生草本。ほぼ直立する偽球茎を束生し、高さ8-30cmくらいになる。偽球茎は細くて硬く、先端に向けてやや細まる。葉は偽球茎の先端に集まって出て、長楕円状披針形、革質で硬く、深緑で鈍いつやがある。
花は茎頂から立ち上がる花茎の上に3-10個ほどつく。個々の花には花の長さほどの花柄がある。花径は2cmほどで、セッコクのようにあまり花弁が開ききらない形。色は赤紫だが、白から濃紫色まで変異が多い。唇弁は丸く、濃い紫の斑点が出る。よい香りを放つ。冬前後に開花する。

## 分布と生育環境
オーストラリアのニュー・サウス・ウエールズとクイーンズランドに分布する。日当たりのよい岩の上に着生している。

## 分類
本種には変異が多く、以下のような変種も知られる。
- var. silcockii：花は白くて唇弁のみが淡紫色
- var. pulchrrimum：花は小さくて藤色、花柄が小花柄より長い。

他に種内変異としては白花品(f. album)がある。

## 利害
観賞用に栽培される。洋ランの範疇ではあるが、それ以上に育てやすい鉢花として受け入れられている。耐寒性が強く、日本本土でも暖地であれば加温なしで越冬するので、鉢植えで庭先に半ば放置された状態でもよく育つ。逆に低温を経験させないと花付きが悪くなる。屋内に取り込む場合も暖房を入れないところで十分である。
強光を好み、真夏以外は直射日光の元で育てられる。葉焼けも起こしにくい。光が足りないと高芽が出やすくなる。
鑑賞の上では花は小さいが、多数が咲いて色が美しく、また香りがよいのが美点である。

### キンギアナム系
本種と近縁種との交配による園芸品種も多数ある。それらはまとめてキンギアナム系という。いずれも小柄なものだが耐寒性があり、栽培は容易く、鉢物として普及している。花色としては赤紫から白が多いが、黄色などの品種も作出されている。
また、近縁のタイミンセッコク（デンドロビウム・スペシオサム D. speciosum ）も園芸的に古くから知られた種で、本種より遙かに大きくなる。この種と本種との交雑種はスペシオキンギアナム(D. Specio-kingianum)と呼ばれ、さらに略してスペキンとも呼ばれる。キンギアナムに形は似て遙かに大きくなり、花数も多くなり、鑑賞価値は高い。スペシオサムに関わる交配品はスペシオサム系と呼ばれるが、これもキンギアナム系に含めることもある。
それらの多くは秋から冬に開花する。やはり秋に低温を経験させないと花つきがよくない。

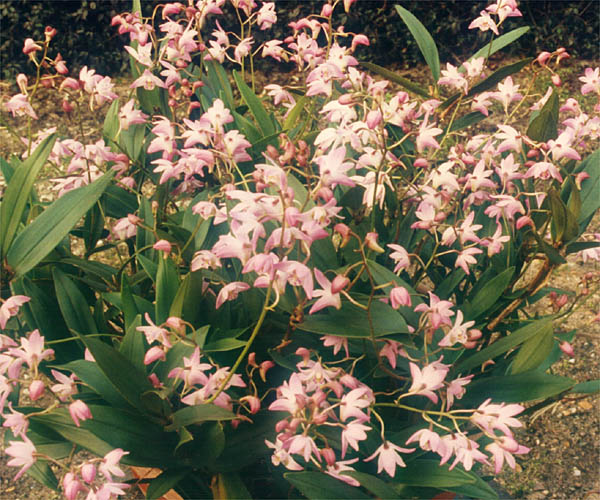
多数の花をつけた株
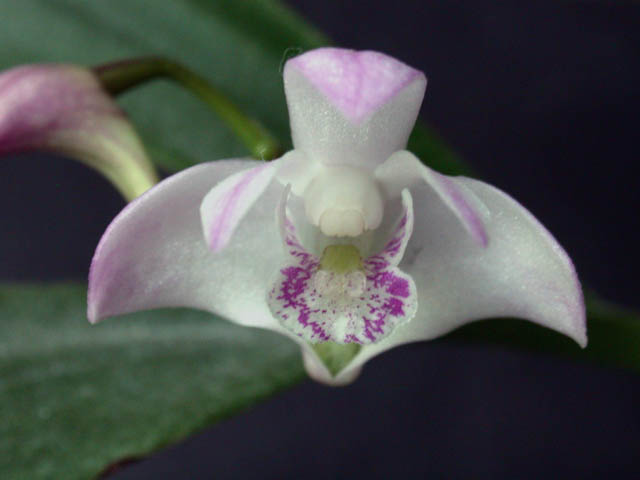
白の勝った花
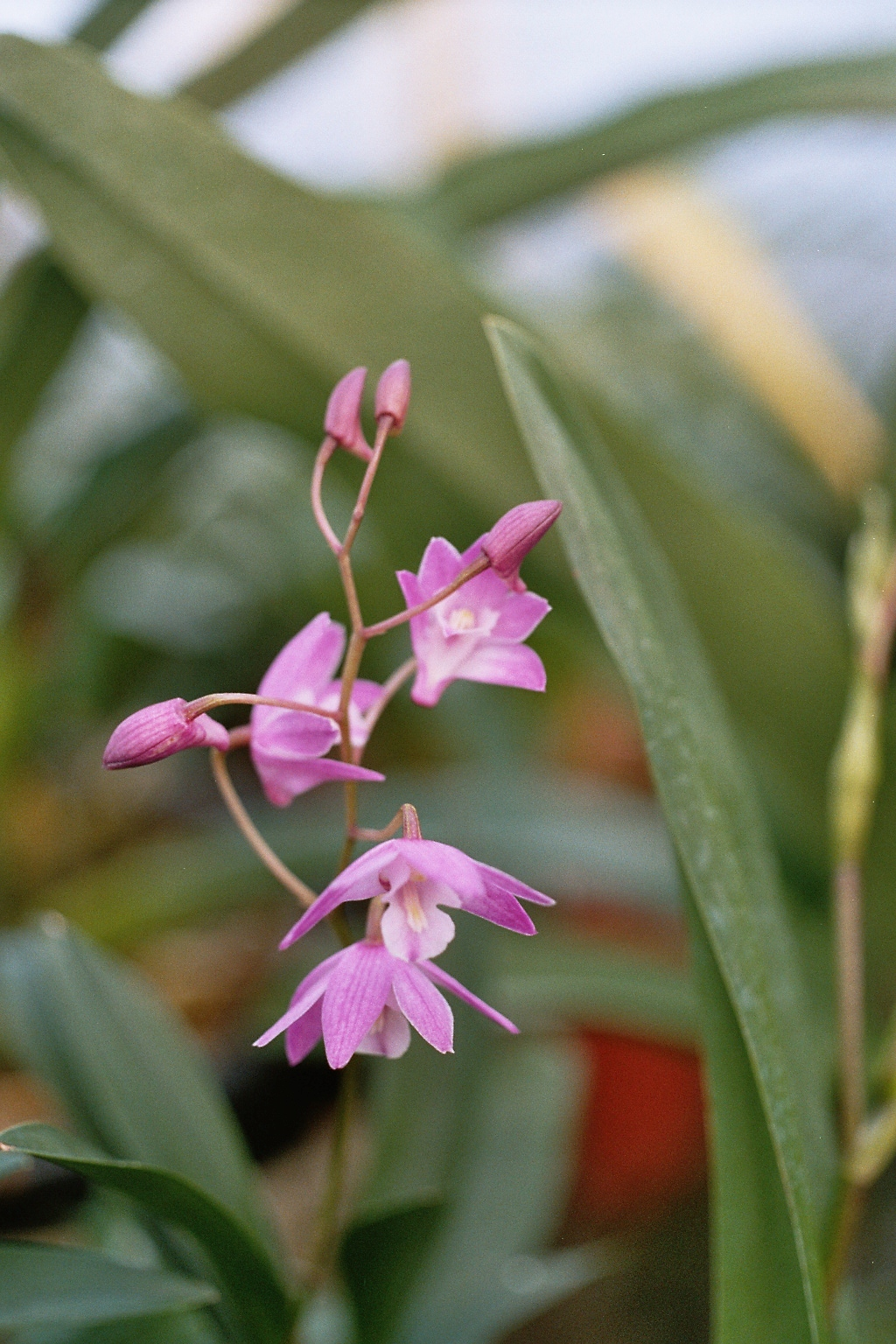
キンギアナム系の交配品 デンドロビウム・ベリー